# Alfta
Alfta ist ein Ort (tätort) in der schwedischen Provinz Gävleborgs län und der historischen Provinz Hälsingland. Er gehört zur Gemeinde Ovanåker und liegt etwa fünfzehn Kilometer östlich von Edsbyn.
Der Ort liegt am Fluss Voxnan und an der Bahnstrecke Orsa–Bollnäs, die allerdings hier ohne Verkehr ist. Der Riksväg 50 führt durch Alfta.

## Persönlichkeiten
- Oscar Oldberg (1846–1913), US-amerikanischer Pharmakologe
- Emy Storm (1925–2014), Schauspielerin

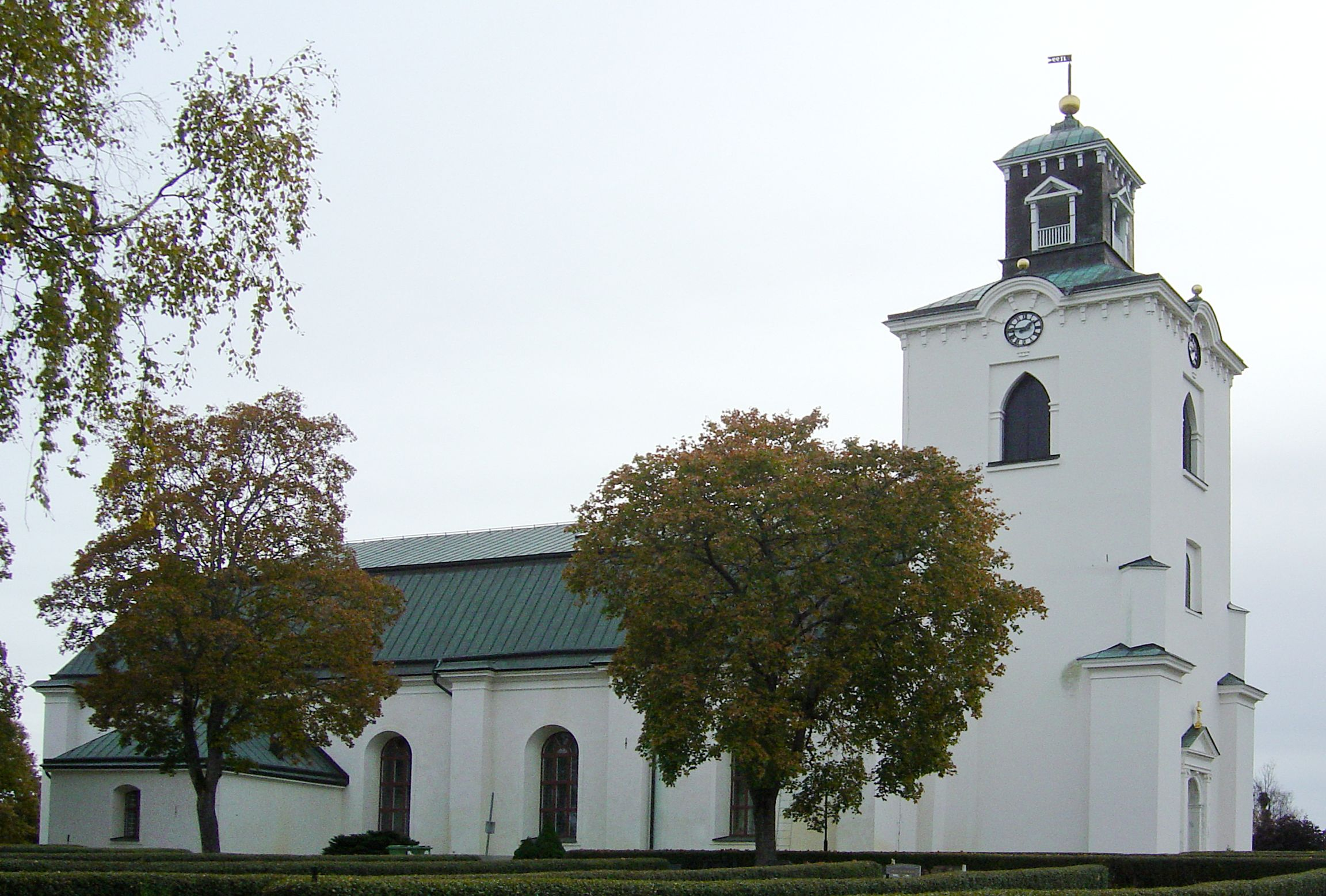
Kirche